# Шебуева, Ольга Михайловна
Ольга Михайловна Шебуева (род. 1955)  советская и российская актриса, театральный педагог, заслуженная артистка РФ

## Биография
Ольга Шебуева родилась 14 ноября 1955 года в городе Куйбышеве (ныне Самара).
Внучка советских театральных актёров, Народных артистов РСФСР Георгия Александровича Шебуева и Зои Константиновны Чекмасовой.
Выпускница Высшего театрального училища им. М. С. Щепкина (курс М. И. Царева).
С 1978 года — актриса Самарского академического театра Драмы имени Максима Горького.
Среди ролей: Павла («Зыковы» М. Горького), Зинуля («Зинуля» А. Гельмана), Бьендетта («Влюбленный дьявол» Н. Садур), Наташа («Колея» В. Арро), Мадлен («Кабала святош» М. Булгакова), Инкен («Перед заходом солнца» Г. Гауптмана), Мария Антоновна («Ревизор» Н. Гоголя), Кристиана («Крошка» Ж. Летраза), Глафира («Волки и овцы» А. Островского), Лебядкина («Поздняя любовь» А. Островского), Нина («Уроки музыки» Л. Петрушевской), Тамара («Яма» по А. Куприну), Маргарита Готье («Дама с камелиями» А. Дюма-сына), Клея («Эзоп» Г. Фигейреду) и др.
В 1998 году Ольга Шебуева, вместе с коллегами, долгие годы работавшими в Академическом театре драмы (среди которых: Олег Свиридов, Светлана Боголюбова, Елена Орлова, Александра Комракова, Юрий Ганюшкин, Валерий Архипов, Андрей Бердников) уволилась из Самарского Академического театра Драмы и основала негосударственный театр «Понедельник».
За все время работы для «Понедельника» так и не нашлось дома. Поэтому спектакли шли на сценах ОДО, ДК имени Кирова, КЗ «Дзержинка». Не было у театра и постоянного режиссера, спектакли ставили приглашенные московские и санкт-петербургские режиссёры (среди них Дмитрий Николаев и Сергей Пускепалис). Музыку к спектаклям писал композитор — заслуженный деятель искусств России Марк Левянт.
В спектаклях театра «Понедельник» Ольга Шебуева сыграла Фреду («Опасный поворот» Дж. Б. Пристли), Викторию («Сирена и Виктория» А. Галина), Марианну («Скупой» Ж.-Б. Мольера), Габриэль («Публике смотреть воспрещается» Ж. Марсана), Ирину («Уезжаю!» А. Слаповского), Дезире («Улыбки летней ночи» И. Бергмана), Агату («Козий остров» У. Бетти) и др.
Всего в театре было поставлено 19 спектаклей.
В 2013 году театр прекратил своё существование.
С 2013 года Ольга Шебуева в качестве актрисы сотрудничала с театром «Колесо» (г. Тольятти), театром «Камерная сцена», Молодёжным драматическим театром (г. Тольятти).
Председатель правления общества защиты животных «Участие».
2010-2012гг.-заведующая кафедрой актерского искусства в СГАКИ
2011-2012гг.-член жюри премии Самарская Театральная Муза
2012-2013гг.-председатель жюри премии Самарская Театральная Муза
2015-2016гг.-председатель жюри премии Самарская Театральная Муза
2016-2017гг-член жюри премии Самарская Театральная Муза
2013-2014гг.- председатель экзаменационной комиссии кафедры «Актерское мастерство» «Волжского Университета им.В.Н.Татищева, г.Тольятти
С 2019 по октябрь 2022года участвовала в проекте САМ «Доктор Чехов», в октябре 2019 года состоялась премьера спектакля «Моя Марлен» по пьесе Аллы Коровкиной (Скивко), в котором Ольга Шебуева сыграла главную роль.
В настоящее время работает педагогом ТСТ "Товарищ", ведет курсы актерского мастерства, участвует в различных театральных проектах в качестве эксперта.

## Звания, награды, премии
Заслуженная артистка РФ -Указ Президента Российской Федерации от 06.04.1992 г. № 373 • Президент России (kremlin.ru) http://www.kremlin.ru/acts/bank/1169
2002г.- премия Самарская Театральная Муза, лучшая женская роль
2010г. –премия зрительских симпатий «Браво», лучшая актриса года
2018г.-премия Самарская Театральная Муза, лучшая женская роль
2019г.-фестиваль «Волга театральная», лучшая женская роль